# Zahara de los Atunes
Zahara de los Atunes es una entidad local autónoma perteneciente al municipio español de Barbate, en la provincia de Cádiz, Andalucía.
Según las estimaciones oficiales del Instituto Nacional de Estadística (INE) obtenidas con respecto al censo del año 2020, la población de Zahara era de 1379 habitantes. La localidad está situada en el sur de la provincia de Cádiz, al pie de la sierra del Retín, y a orillas del río Cachón y del océano Atlántico. Sus coordenadas geográficas son 36° 08′ N, 05° 50′ W. Zahara, colinda al sur con el municipio de Tarifa y al norte con Barbate. Se encuentra a 73 kilómetros de la capital de provincia, Cádiz, y a 177 kilómetros de Sevilla, la capital autonómica.

## Toponimia
Arnald Steiger dice en su obra Contribución a la fonética del hispano-árabe y de los arabísmos en el íbero románico y el siciliano que el nombre castellano de Zahara procede del árabe sahara. Este autor documenta en antiguo portugués sáfaro, cuyo significado es el de inculto, agreste, estéril, y sáfara como terreno sáfaro, peñasco, antiguo español çafara.
Según documenta Wilhelm Giese, la etimología de sahra confirma plenamente lo anterior, y sigue diciendo que en árabe andalusí el significado de estéril, desértico, se refiere ciertamente a rocoso. Curiosamente, en la Alpujarra granadina, en el municipio de Trevélez, a la manzanilla que se recoge en el monte la adjetivan como zahareña. También en Granada, a una de las rutas más agrestes de Sierra Nevada se le da el nombre de Zahareña. Todo esto legitima la teoría de que Zahara puede traducirse como lugar rocoso o de grandes rocas, y no por desértico o estéril.

## Geografía física
Ubicación
Al sur de la provincia de Cádiz y situada en un llano junto al mar, Zahara de los Atunes se encuentra rodeada por una serie de colinas pertenecientes a la sierra del Retín y a la sierra de la Plata. La localidad limita al sur con el municipio de Tarifa, y al norte con Barbate.
| Noroeste: Ensenada de Barbate | Norte: Barbate        | Noreste: Tarifa |
| Oeste: océano Atlántico       |                       | Este: Tarifa    |
| Suroeste océano Atlántico     | Sur: océano Atlántico | Sureste: Tarifa |

Clima
El clima de Zahara es el mediterráneo oceánico de la costa atlántica. Este, se caracteriza por tener inviernos suaves, cuyas temperaturas se sitúan siempre por encima de los 10°, y veranos templados, que registran temperaturas medias en torno a 25 °C. Solo en momentos excepcionales se han superado los 40 °C de temperatura máxima.
La presencia del océano Atlántico y la confluencia de masas de aire marítimas y continentales, propician un incremento en el volumen anual de precipitaciones, que oscilan entre 500 y 600 mm anuales. Es también destacable la elevada insolación, pudiendo superar las 3000 horas de sol anuales. Debido a su localización cercana al estrecho de Gibraltar, el impacto de los vientos y las tormentas son frecuentes, entre los meses de otoño a primavera dominan los vientos con componente SE y durante la época estival los vientos con componente S o SW.
Costa
El litoral zahareño, de unos 1600 metros, se extiende desde Zahara hasta el cabo de Plata (Tarifa). Constituye uno de los tramos con mayor longitud libre de la presión urbanística de las costas andaluzas, debido a la ocupación de parte de la franja costera por las protecciones ambientales y a la incidencia de los fuertes vientos de levante, que finalmente, han resultado factores limitantes al desarrollo. El agua marina en esta zona se caracteriza por ser una masa de agua de marcada oligotrofia, elevada transparencia, bien oxigenada y con eficientes fenómenos de mezcla.

## Historia
Sus raíces se hallan en la época de los fenicios, aunque hasta el siglo XVI no existió algo parecido a un núcleo urbano. Sus orígenes provienen, como su nombre indica, de la pesca del atún, siendo una de las almadrabas más importantes de Andalucía. La almadraba es un arte de pesca tradicional del atún que ya se utilizaba durante la dominación romana.
El primer documento que se encontró en que figura el nombre de Zahara con total verosimilitud es el testimonio de alojamiento de términos entre Vejer y Tarifa de 1444. El origen como población no se produciría hasta la concesión a Guzmán el Bueno de pescar atunes del estrecho. Este privilegio pasará a sus descendientes, los Duques de Medina Sidonia, quienes explotarían la almadraba de Zahara. Tras la concesión de la almadraba, en la primera mitad del XV se construiría el Palacio de las Pilas, pieza clave en la historia de Zahara de los Atunes. El palacio desempeñaba tres funciones: era castillo, palacio y chanca. Castillo defensivo contra la piratería turco-berberisca, palacio residencial de los Duques de Medina Sidonia mientras duraba la temporada de la almadraba y chanca, es decir, factoría donde se troceaban, salaban y preparaban los atunes. Como dato curioso, la Iglesia del Carmen, situada en el centro del pueblo, era la sala donde se realizaba el despiece y salazón del atún. Juan F. Romero López considera que en las inmediaciones de la actual Zahara debió de existir una aldea árabe sobre peñas, llamada también Zahara. (Coleccionable Historia de Barbate, 1. Baessipo, p. 8). 
La actual Zahara, en el emplazamiento en el que hoy todos la conocemos, probablemente surgió en el siglo XIII y su origen se debe a las pesquerías del atún. Así consta en la obra Historia Propedéutica de Zahara de los Atunes, de Fco. Javier Trujillo Guirola, que en su página 21 escribe lo siguiente: «No era, pues, originariamente Zahara una aldea o un poblado en el que se calaba una almadraba, sino que, por el contrario, era una pesquería de atunes que con el paso de los años dio lugar al asentamiento de una población estable. Primero se instaló la almadraba y fue precisamente la explotación continuada de esta la que dio lugar al nacimiento del actual pueblo. El proceso de poblamiento estuvo relacionado con las funciones, trabajos y oficios que se realizaban en la temporada de atunes. Lo que inicialmente era un asentamiento temporal, vinculado a trabajos eventuales, fue dando lugar a un núcleo de población cada vez más estable. La construcción del palacio-chanca, que en la práctica suponía dotar a la almadraba de unas instalaciones permanentes con centinelas todo el año para evitar los asaltos de la piratería, pudo ser el germen inicial para el asentamiento de una población cada vez más permanente. Es bastante probable que este asentamiento se iniciara con posterioridad a 1293, una vez conquistada Tarifa y cuando Vejer había dejado de ser frontera cristiana, pues la condición de plaza fronteriza de Vejer, a la que pertenecía Zahara, pudo hacer inviable, por evidentes razones de seguridad, cualquier intento anterior de repoblación».
A principios del siglo XVI, y debido a las buenas campañas almadraberas, Zahara empezó a poblarse. Comerciantes, militares y almadraberos fueron los primeros en habitar el lugar, surgiendo así las primeras viviendas, de débiles estructuras y casi siempre adosadas a las murallas del palacio. Dicha configuración se mantuvo hasta finales del siglo XX con el boom de la construcción y el turismo.
A principios de la década de los noventa del siglo XX, se realizó un estudio socio-antropológico sobre algunos aspectos sociales y culturales relacionados con el turismo en Zahara de los Atunes (Cádiz - España). Una etnografía de la que fuera una pequeña aldea de pescadores y es, desde hace dos décadas, destino turístico de referencia en España.
A finales de abril de 2020, durante la crisis sanitaria producida por el coronavirus (COVID19), tuvo cierta relevancia informativa debido a una supuesta fumigación de las playas con lejía, acción defendida por la presidencia de la Entidad Local Autónoma de Zahara de los Atunes, afirmando que, aunque quizás fuese precipitada, «el producto que se ha utilizado es el mismo que se usa habitualmente para la desinfección de calles y espacios públicos (hipoclorito sódico diluido en agua al 2%) y para la desinfección de frutas y hortalizas por lo que no supone un impacto agresivo para el medio ambiente. En ningún momento se perjudicó con esta iniciativa al entorno dunar».

## Demografía
Zahara cuenta con una población de 1300 habitantes (INE 2010).
| Gráfica de evolución demográfica de Zahara entre 1842 y 2021                                                        |
| |
| Población de derecho según los censos de población del INE Población de hecho según los censos de población del INE |

La población se muestra inestable durante el año, incrementándose en época estival, pudiendo superar los 30 000 habitantes debido a la gran afluencia turística. El fenómeno de la segunda residencia es, por tanto, significativo en la localidad.
La población de Zahara de los Atunes no ha experimentado grandes cambios. Ha seguido un ritmo de crecimiento lento pero continuo hasta el año 2010. Es a partir de esta fecha y hasta 2016 que su población se ha vuelto regresiva. Su gentilicio es zahareño/a.
| Población de Zahara de los Atunes según INE desde 2000 |
| ------------------------------------------------------ |
|                                                        |
|                                                        |
| Fuente:INE                                             |
| Gráfica elaborada por: Wikipedia                       |

## Turismo
Zahara de los Atunes se ha convertido en uno de los lugares más importantes de Andalucía en cuanto a turismo costero, debido a su buen clima, sus playas y su vida nocturna.
En cuanto al turismo más ocioso, es destacable el gran número de restaurantes, chiringuitos y bares de copas. En estos últimos la oferta cultural es amplia, son famosos sus conciertos nocturnos. Los mercadillos artesanales que salpican las calles del pueblo son de los lugares de ocio más visitados por los turistas.
El entorno natural de la localidad permite también la realización de muy diversas actividades de ocio donde destacan los paseos a bordo de barcos de recreo por las aguas zahareñas, las rutas a caballo por la playa o las rutas a pie a través del parque natural del Estrecho.
Playas

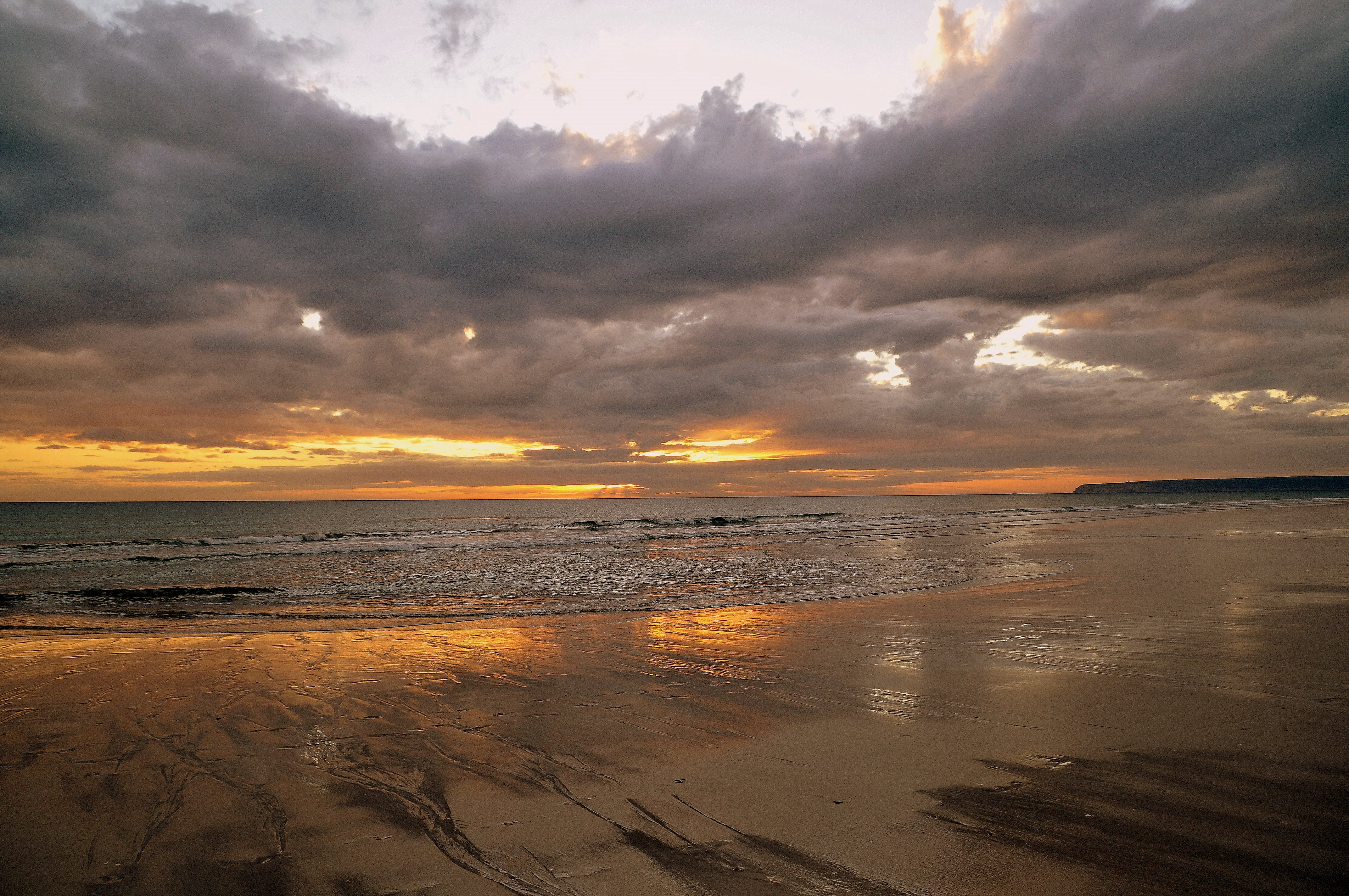
Marea baja al atardecer en la playa de Zahara.

Zahara de los Atunes conserva una de las últimas grandes playas de Andalucía sin grandes agresiones urbanísticas. Desde la playa de Zahara se puede disfrutar de hermosas puestas de sol y ver con claridad el continente africano. Su ubicación, apartada del movimiento, y sus óptimas condiciones de conservación, la han hecho referente turístico de primer orden, albergando turismo de temporada y de lujo tanto en el pueblo como en la cercana urbanización de Atlanterra (Tarifa).
Comprende 8 km de playa, que se extienden desde Zahara de los Atunes hasta el cabo de Plata, tomando el nombre de playa de Atlanterra al adentrarse en el término municipal de Tarifa. Otras playas cercanas a Zahara son las playas de Cañillos y de Pajares, en Barbate, y las playas de los Alemanes y de El Cañuelo, en Tarifa. Esta última es una pequeña playa virgen ubicada en el parque natural del Estrecho, entre el cabo de Gracia y punta Camarinal.
La playa de Zahara ostenta desde hace años, aunque de forma interrumpida, la bandera azul, distintivo que otorga anualmente la Fundación Europea de Educación Ambiental a las playas y puertos que cumplen una serie de condiciones ambientales e instalaciones. Otro de los galardones que acredita la excelencia de esta playa es el distintivo Q de calidad turística, que concede el Comité de Certificación de Playas del Instituto para la Calidad Turística Española (ICTE).

## Cultura

### Fiestas
A lo largo del año se organizan las siguientes celebraciones:
- Semana Santa, en Zahara de los Atunes se reduce a los días Jueves Santo, Viernes Santo y Sábado de Pascua.
- Romería de San José, tras la Semana Santa, en el segundo domingo de pascuas.
- San Juan, el día 23 de junio. En esta celebración se queman los llamados «juanillos», imitaciones de hombre y mujer elaborados con paja. Al finalizar la quema, y como parte del ritual, los vecinos se acercan al mar para refrescarse.
- Velada de la Virgen del Carmen, patrona de Zahara, se celebra el día 16 de julio con una peregrinación hasta la playa.
- Feria, primera semana de agosto.
- Halloween, el día 31 de octubre. En esta celebración la gente se disfraza participando en concursos de disfraces, visitan la casa del terror y se reúnen en fiestas.

### Gastronomía

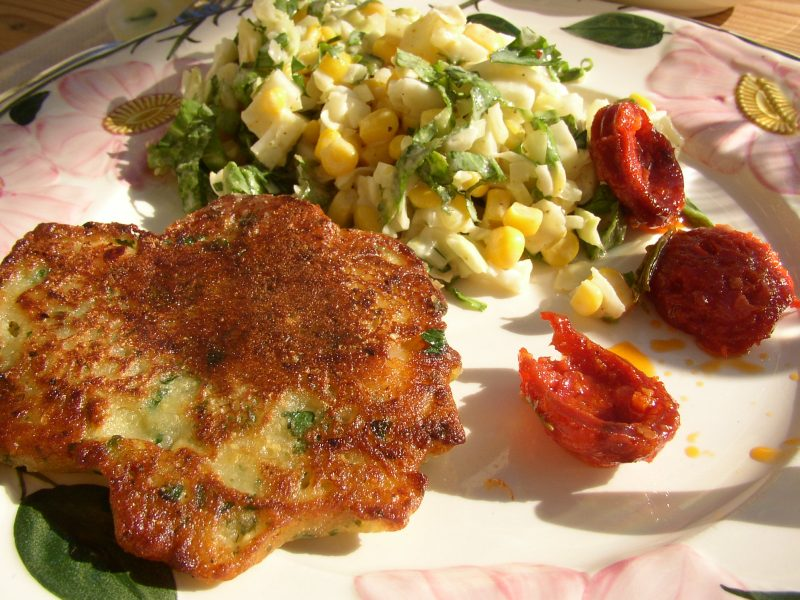
Tortilla de camarones, plato típico de la costa gaditana.

La gastronomía tradicional de Zahara se engloba dentro de la cocina española y en particular de la cocina andaluza mediterránea. Está basada principalmente en los productos del mar, sobre todo el atún de almadraba, aunque también destacan la raza de ternera Retinta.
- Atún encebollado.
- Tortilla de camarones.
- Ternera retinta.

### Habla zahareña
En estas zonas del litoral de la Janda se habla una variante del dialecto andaluz cuyas principales características son el ceceo, el yeísmo, la sustitución de la [l] por la [r], la pérdida de la [d] y [r] finales, la pérdida o aspiración de la [s] final, la pérdida de la [d] intervocálica, la aspiración de la [j] y [g] y la frecuente aspiración de la [h]. Asimismo, la escasa tensión articulatoria, propia de los contextos de aspiración, propicia la relajación y la modificación de la mayoría de los grupos consonánticos.
Característico del habla andaluza, destaca el uso del pronombre personal "ustedes" en lugar de "vosotros", pero acompañado con la forma verbal correspondiente a la segunda persona del plural (ej.: "ustedes vais a la playa", "ustedes sois de Zahara"). En este mismo sentido es corriente la sustitución del pronombre objeto "os" por "se" (ej.: "venirse a mi casa", en lugar de "veníos a mi casa"). Además existe un rico léxico local.

### Zahara en la literatura
Miguel de Cervantes Saavedra desarrolló parte de las andanzas del personaje principal de su novela ejemplar La ilustre fregona en Zahara de los Atunes como el objetivo final de su  viaje. El personaje principal viaja con un amigo en una ocasión posterior a Zahara pero se detienen en una venta donde conocen a una hermana desconocida hasta ese momento, quien es la ilustre fregona del título, porque el amigo se enamora de ella. Cervantes ha pasado obviamente por ahí en alguno de sus viajes con la Armada y describe las actividades como en un paraíso: pesca, cachondeo junto al río Cachón, culinaria, cante, juegos de azar, etc. En dicha obra los personajes tienen una transformación de caballeros a pícaros. Dejamos un párrafo de esta novela picaresca donde el autor deja constancia del paso por Zahara de los Atunes: «Pasó por todos los grados de pícaro hasta que se graduó de maestro en las almadrabas de Zahara, donde es el finibusterrae de la picaresca. [...] Pero toda esta dulzura que he pintado tiene un amargo acíbar que la amarga, y es no poder dormir sueño seguro, sin el temor de que en un instante los trasladan de Zahara a Berbería».

## Administración política
Zahara de los Atunes se constituyó en entidad local autónoma en junio de 2011, tras la aprobación por parte de la Junta de Andalucía del Decreto 204/2011.
Así, la administración política de la entidad se realiza a través de la Junta Vecinal. El censo electoral está compuesto por todos los residentes en Zahara mayores de 18 años y nacionales de España, así como del resto de Estados miembros de la UE. Según lo dispuesto en la Ley de Autonomía Local de Andalucía, que establece el número de vocales elegibles en función de la población de la entidad autónoma, la junta vecinal de Zahara está formada por cinco vocalías. En las últimas Elecciones Municipales celebradas en 2015, la constitución de la junta vecinal fue de tres vocalías pertenecientes al partido Gente de Zahara, y dos vocalías pertenecientes al Partido Socialista Obrero Español. Como consecuencia de dichos resultados, preside la junta vecinal de Zahara de los Atunes Agustín Conejo Medina, del partido Gente de Zahara.

## Economía
Hasta principios de la década de 1990 la actividad económica predominante era la marinera y pesquera, la mayor parte de la población subsistía de los recursos económicos generados por la pesca de temporada como la del atún, o por la pesca intemporal como el palangre, trasmallo, atarraya, o al cerco.
A principio de los años 90 se producen las primeras llegadas en masa de turistas, reduciéndose por tanto la importancia de la pesca en la economía local. El turismo paso así a convertirse en el motor económico de la zona.  A pesar de ello, la pesca ha seguido siendo hasta la actualidad una actividad a la que los vecinos de Zahara recurren a menudo, ya sea por cuestiones económicas o de ocio.
Con un alto número de establecimientos hosteleros per cápita, Zahara se ha convertido en pocos años en un foco de prosperidad económica, atrayendo de esta forma a numerosos trabajadores de los municipios limítrofes.
Respecto al resto de actividades económicas, la construcción ha jugado un papel importante en la economía local, sobre todo desde finales de los años 90 y principios de los 2000. Con el auge de la construcción surgieron numerosas empresas de construcción e inmobiliarias, ambos sectores vieron contraer sus beneficios como consecuencia de la crisis económica de 2008-2013.
La ganadería y agricultura no han tenido demasiada importancia en la economía zahareña, aunque en los últimos años (2010-2013) se está promocionando la ganadería de raza retinta ecológica.

## Puerto deportivo
Hay un proyecto de construir un puerto deportivo para embarcaciones de recreo, el lugar escogido ha sido el Río del Cachón.

## Imágenes

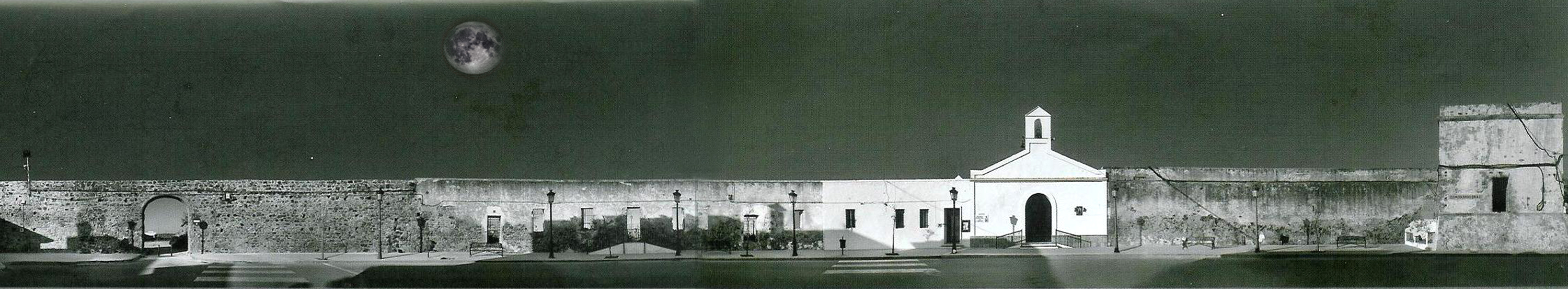
Murallas del Palacio

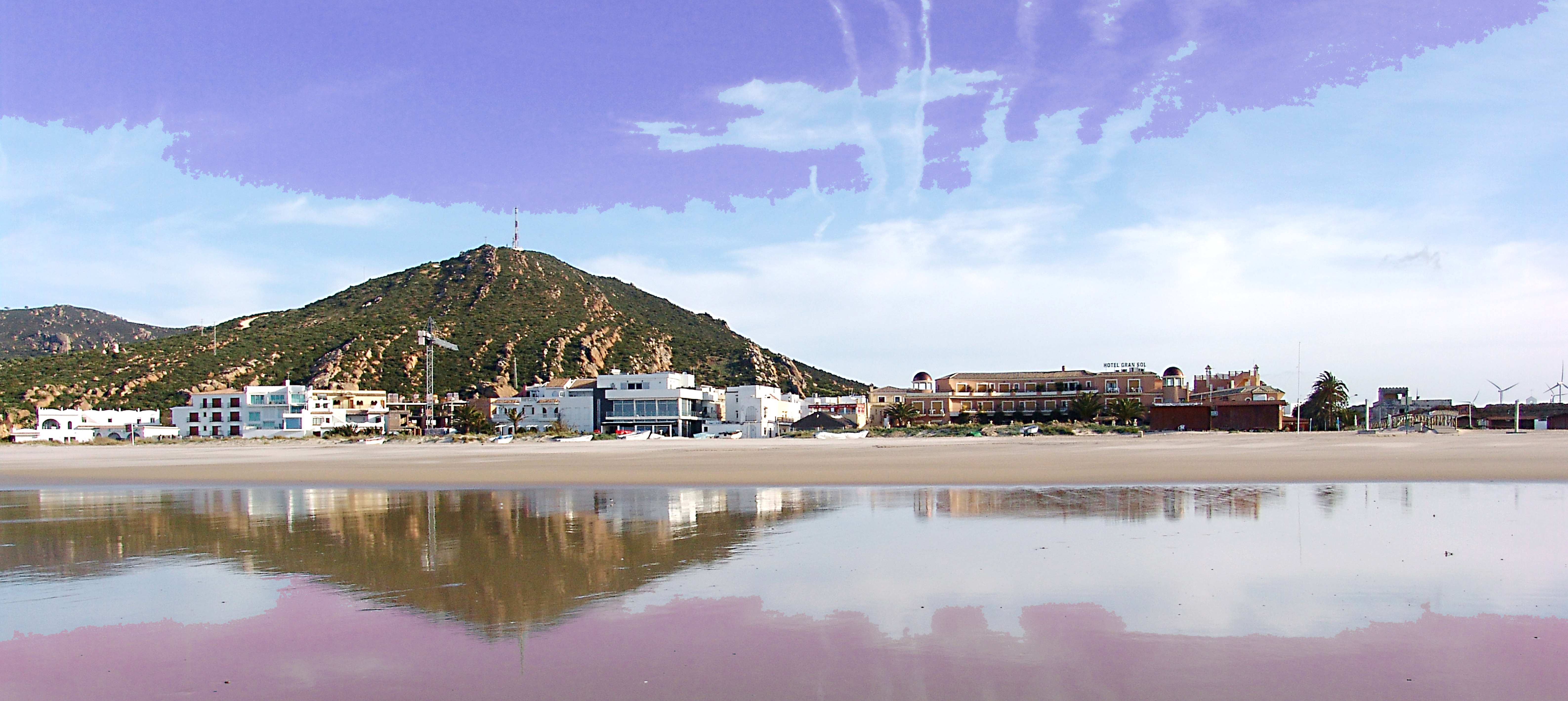
Panorámica de Zahara.
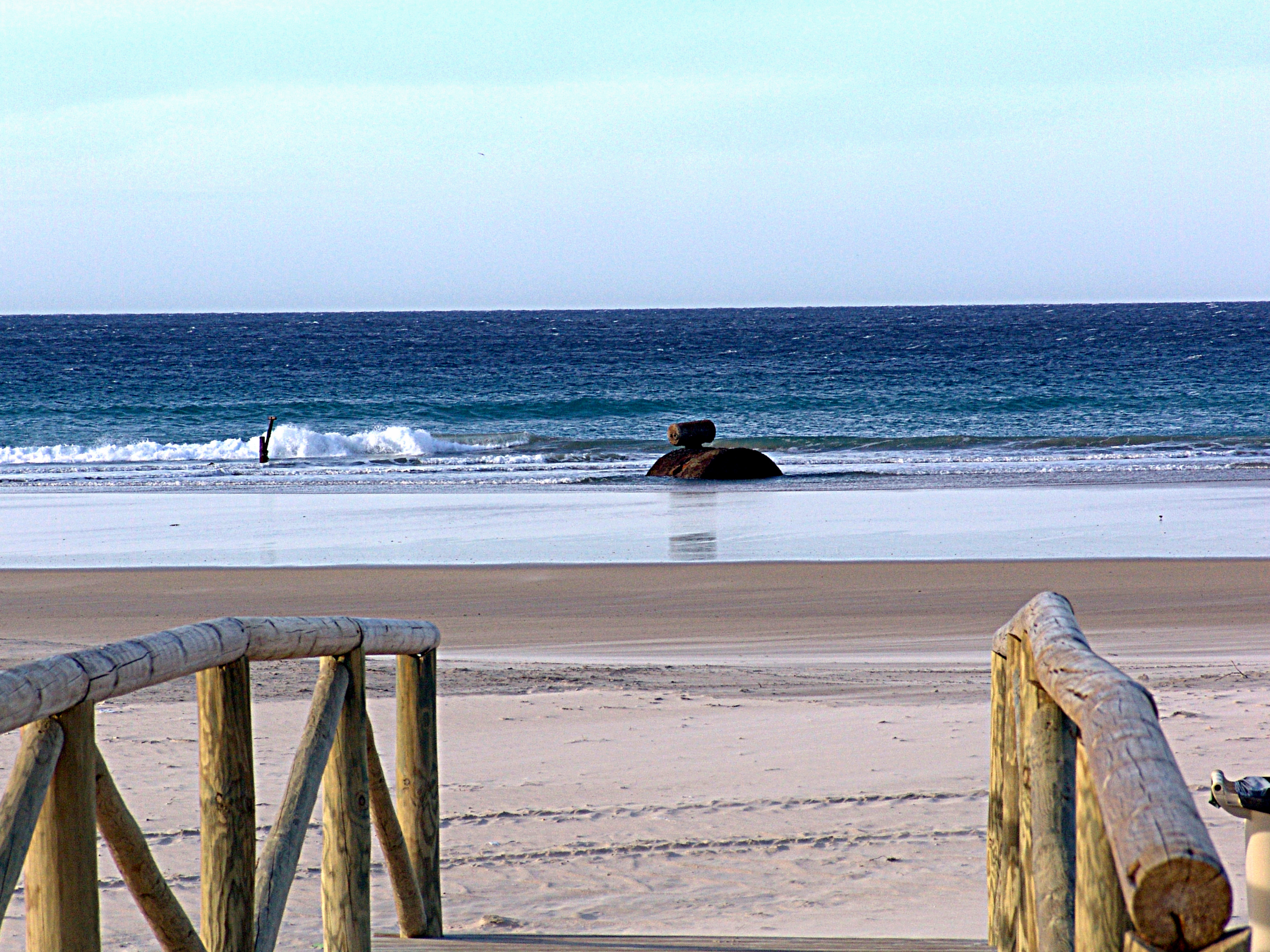
Antiguo barco hundido frente a la costa de Zahara.
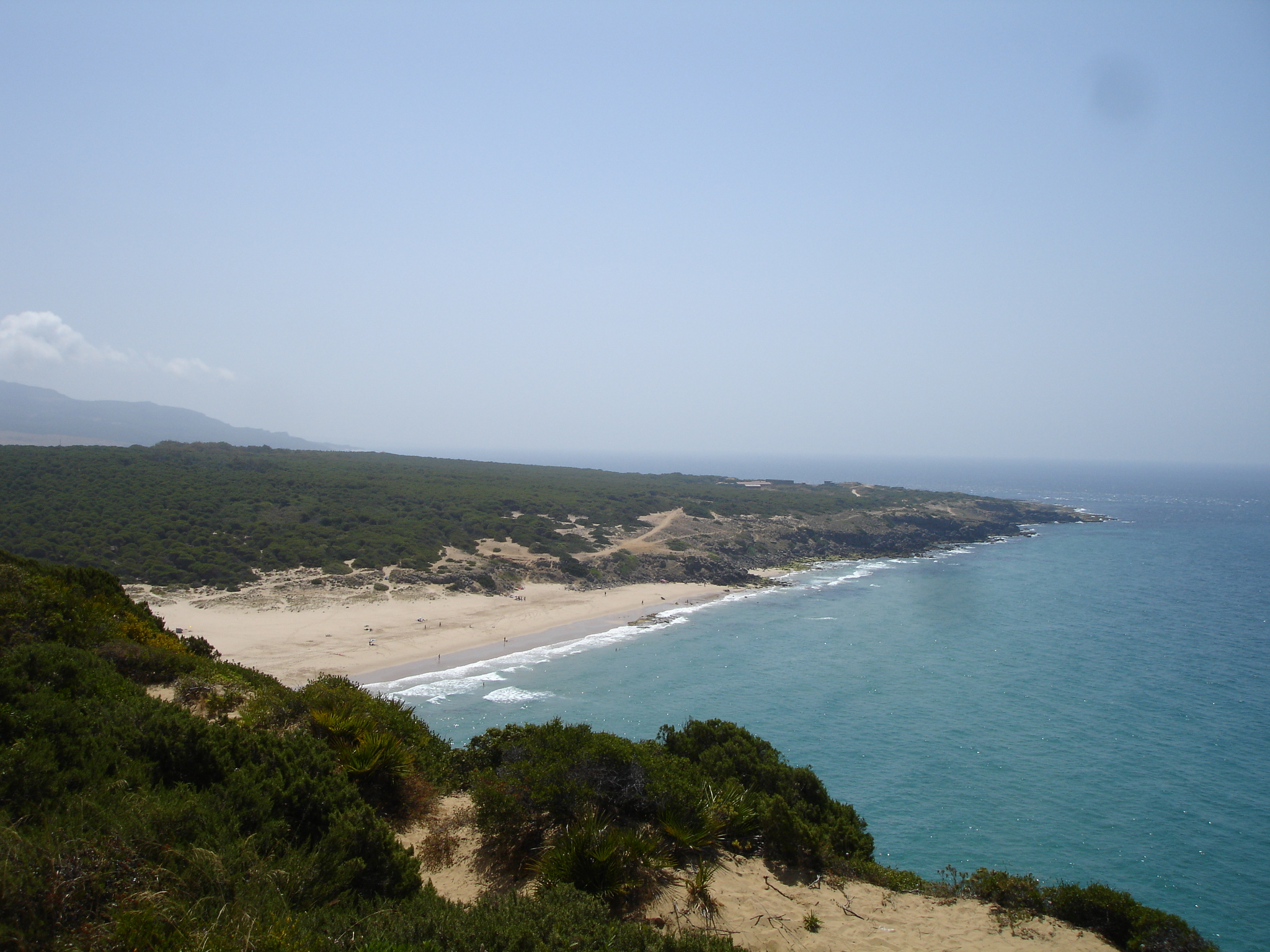
La Playa de El Cañuelo, perteneciente a Tarifa, muy cerca de Zahara.
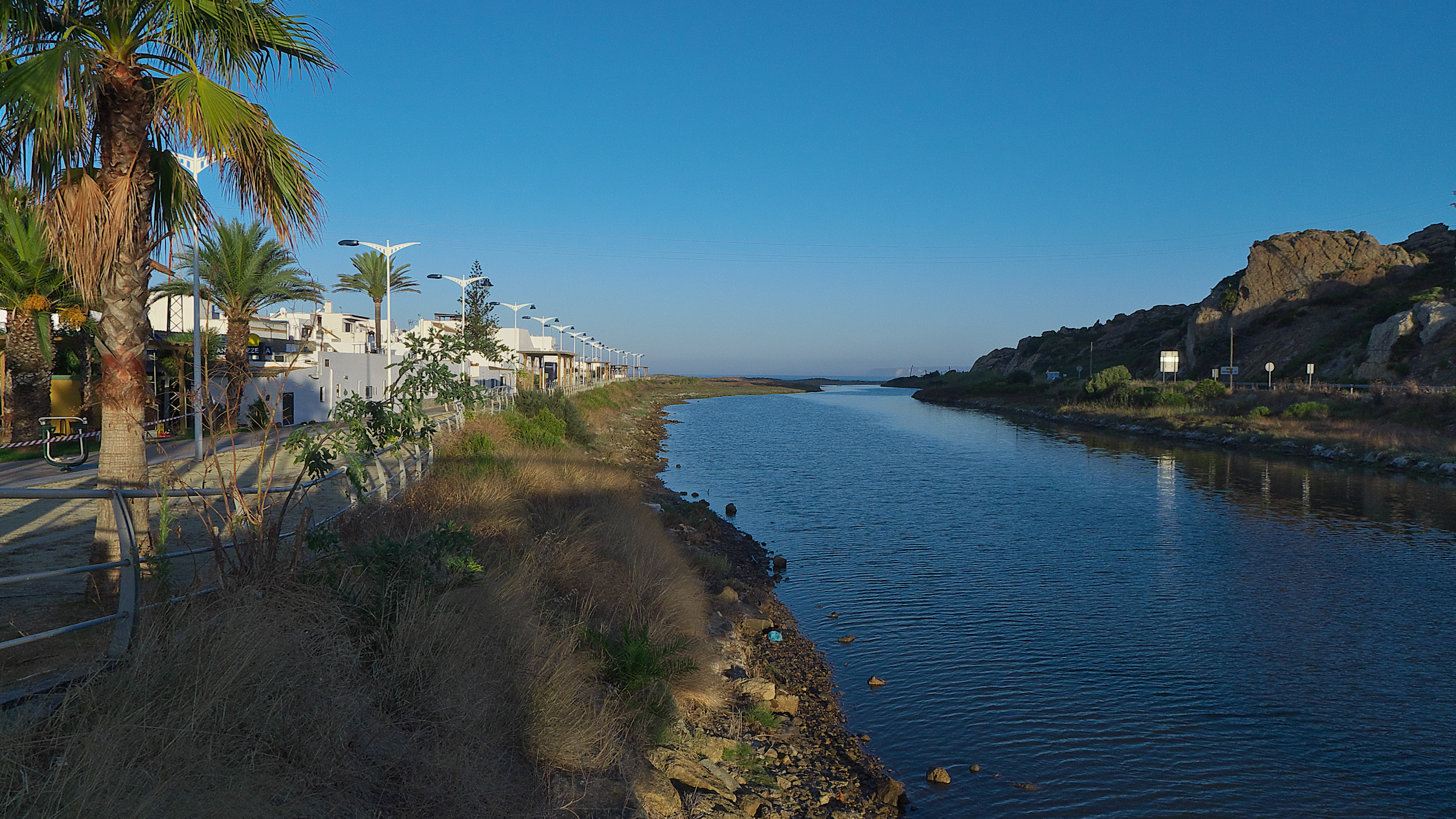
Río Cachón
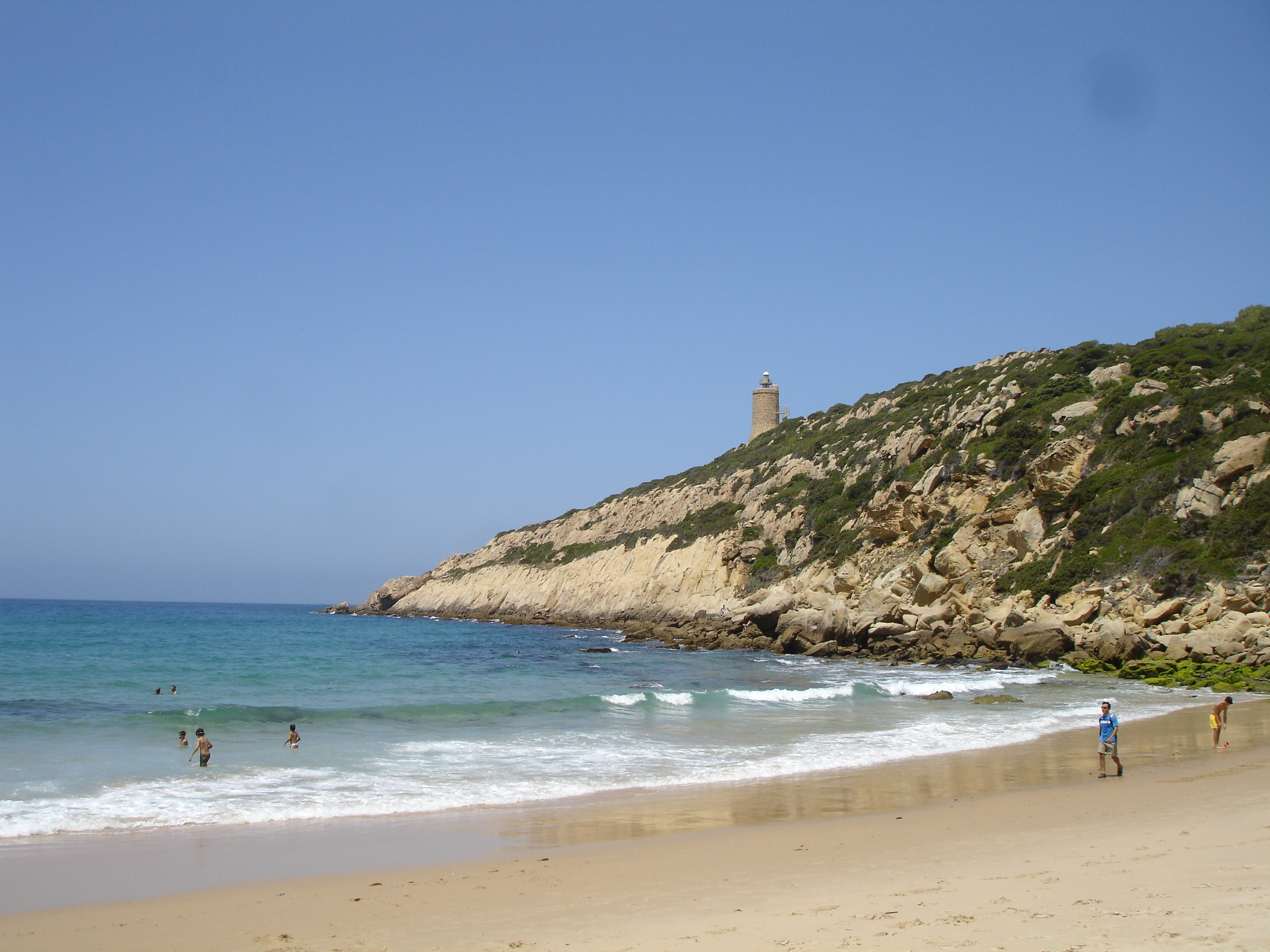
Playa de El Cañuelo